# 宴石山摩崖造像
宴石山摩崖造像，位于中国广西壮族自治区博白县顿谷乡石坪村宴石山，为一个省级文物保护单位，类型为石窟造像，为第四批广西壮族自治区文物保护单位，公布时间为1994年7月8日。
宴石山摩崖造像的历史年代为唐。